# レベル (航空会社)
レベル（LEVEL）はスペインの格安航空会社。バルセロナ＝エル・プラット空港を拠点として長距離路線を運航している。インターナショナル・エアラインズ・グループにより、2017年3月17日に設立された。

## 就航都市
バルセロナから(2024年現在)
| 国           | 都市             |
| ------------ | ---------------- |
| アメリカ     | ボストン         |
| アメリカ     | ニューヨーク     |
| アメリカ     | マイアミ         |
| アメリカ     | ロサンゼルス     |
| アメリカ     | サンフランシスコ |
| アルゼンチン | ブエノスアイレス |
| チリ         | サンティアゴ     |

### コードシェア
2021年現在、下記の航空会社とコードシェアを行っている。
- アメリカン航空
- アラスカ航空
- ブリティッシュエアウェイズ
- イベリア航空
- カタール航空
- ブエリング航空

## 保有機材

### 現在の保有機材
| 機材             | 保有数 | 発注数 | 座席数 | 座席数 | 座席数 | 備考                           |
| 機材             | 保有数 | 発注数 | W      | Y      | 計     | 備考                           |
| ---------------- | ------ | ------ | ------ | ------ | ------ | ------------------------------ |
| エアバスA330-200 | 4      | -      | 42     | 269    | 311    | イベリア航空が発注していた機材 |
| エアバスA330-200 | 2      | -      | 24     | 275    | 299    | イベリア航空が発注していた機材 |
| エアバスA330-200 | 1      | -      | 20     | 255    | 275    | イベリア航空が発注していた機材 |
| 合計             | 7      | -      |        |        |        |                                |